# 자유 무슬림 운동
자유 무슬림 운동(Liberal Muslim movements)은 이슬람교의 전근대성을 버리고 근대적, 자유주의적, 세속주의적인 진보적인 이슬람교도 운동을 말한다.